# هارم بروير
هارم بروير هو نقابي وسياسي هولندي، ولد في 4 أبريل 1957 في أنلو ‏ في هولندا. نشط حزبياً في حزب العمل. وقد انتخب عضو مجلس نواب هولندا ‏ (6 يوليو 2016 – 22 مارس 2017) وانتخب عضو مجلس نواب هولندا ‏ (1 مارس 2016 – 9 يونيو 2016) وانتخب عضو مجلس نواب هولندا ‏ (5 نوفمبر 2015 – 12 يناير 2016).